# Y yo sigo aquí
«Y yo sigo aquí» es una canción nominada a los Premios Grammy Latinos de la cantante mexicana de pop latino Paulina Rubio, fue escrita por Estéfano y Marcello Azevedo, e incluida en su quinto álbum de estudio, Paulina (2000) y posteriormente en su sexto álbum de estudio Border Girl (2002).

## Antecedentes
Durante a finales del año 1999 y comienzos de 2000, la canción fue lanzada por el sello discográfico Universal Music como el tercer sencillo de Paulina. Con ello, «Y yo sigo aquí» se convirtió en el décimo seis sencillo cronológico de Paulina Rubio, y en su primer sencillo producido por Marcello Azevedo.

## Videoclip
Por su parte, su video musical fue dirigido por el director argentino Gustavo Adrián Garzón, quien trabajó cuatro veces con la cantante. Éste gozó de buena recepción por parte de los críticos, insinuando que la canción y el video eran el inicio de la nueva etapa en la carrera de Paulina. Además del gran éxito comercial, recibió tres nominaciones al Premio Latino de los MTV Video Music Awards 2001 y ganó el Premio de la Gente «Ritmo Latino» Music Awards en el 2001.

## Posición en las listas
«Y yo sigo aquí» se convirtió en el sexto éxito número uno de Paulina Rubio en México y en diez países más de Iberoamérica y Europa. Pese al éxito comercial, en Estados Unidos alcanzó la posición n.º 3 de la lista Hot Latin Tracks, de la revista Billboard. Con ello, «Y yo sigo aquí» hizo que el disco Paulina volviera a catapultarse en el top 10 de listas musicales de álbumes en todo el continente y algunos países de Europa; se convirtió en el sencillo más exitoso de ese álbum y en el más importante y representativo de Paulina Rubio, por encima de «Mío», «Te quise tanto» y «Ni una sola palabra».
De acuerdo con la revista ¡Hola!, «Y yo sigo aquí» ha sido escogida por el público como la mejor canción de 2001, compitiendo con «Suerte» de Shakira y «Lady Marmalade» de Christina Aguilera, Lil Kim, Mya y Pink.

## Grabación
La canción «Y yo sigo aquí» fue escrita en 1999 por el autor colombiano Fabio Alonso Estéfano Salgado y producida por Marcello Azevedo.

## Música
«Y yo sigo aquí» es una canción fundamentalmente dance pop que incorpora teclados del techno y los ritmos pegadizos del pop.
Según el autor del libro The Latin Beat, «Y yo sigo aquí» sigue la tendencia vocal europop de inspiración de una voz distorsionada que domina la música europea, a lo largo de pulsos con un ritmo sintetizado del house.
Su estilo puede ser comparado con «Believe» de la cantante estadounidense Cher, ya que ambas siguen el mismo ritmo del dance y la distorsión en la voz, aunque en esta última mencionada es más notable. Paralelo a ello, «Can't Get You Out of My Head» —muy popular durante ese mismo año— de la australiana Kylie Minogue también tiene un ligero parecido a «Y yo sigo aquí», con sus ritmos pulsantes de música de baile y el house.

## Lanzamiento
- «Y yo sigo aquí» fue pensado originalmente como el primer sencillo de Paulina, pero fue postergado. Después de «Lo haré por ti» y «El último adiós» fue elegido como tercer sencillo del disco.
- En México y Centroamérica, su lanzamiento se realizó en septiembre del año 2000 en las radios y en formatos materiales. En el resto de Argentina, Iberoamérica y Estados Unidos se esperó al lanzamiento con el respaldo del video, el cual salió en las cadenas de televisión en enero de año 2001.
- Con esto, antes del lanzamiento como sencillo de «Y yo sigo aquí», la canción ya figuraba en el top 40 de México.

## Formatos
| CD Single México |                                                  |          |  |
| N.º              | Título                                           | Duración |  |
| 1.               | «Y yo sigo aquí» (Radio Edit)                    | 03:58    |  |
| 2.               | «I'll Be Right Here (Sexual Lover)» (Radio Edit) | 02:57    |  |

| CD Single España |                  |          |  |
| N.º              | Título           | Duración |  |
| 1.               | «Y yo sigo aquí» | 04:13    |  |

| Maxi-Single España |                                       |          |  |
| N.º                | Título                                | Duración |  |
| 1.                 | «Y yo sigo aquí» (Versión álbum)      | 04:13    |  |
| 2.                 | «Y yo sigo aquí» (Radio Edit)         | 03:15    |  |
| 3.                 | «Y yo sigo aquí» (Radio/TV)           | 03:13    |  |
| 4.                 | «Y yo sigo aquí» (Radio Instrumental) | 03:13    |  |
| 5.                 | «Y yo sigo aquí» (Club Mix)           | 07:07    |  |

| CD-Single/Remixes México |                                             |          |  |
| N.º                      | Título                                      | Duración |  |
| 1.                       | «Y yo sigo aquí» (Album Version)            | 04:13    |  |
| 2.                       | «Y yo sigo aquí» (Club Mix)                 | 07:07    |  |
| 3.                       | «Y yo sigo aquí» (Sexual Lover) (english)   | 03:58    |  |
| 4.                       | «Y yo sigo aquí» (Sexual Lover) (spanglish) | 03:57    |  |
| 5.                       | «Y yo sigo aquí» (F&M Radio)                | 03:32    |  |

| Promo CD Single México |                  |          |  |
| N.º                    | Título           | Duración |  |
| 1.                     | «Y yo sigo aquí» | 04:13    |  |

## Apariciones
| Año  | Película/Programa | Notas                                                                                            |
| ---- | ----------------- | ------------------------------------------------------------------------------------------------ |
| 2003 | S.W.A.T.          | Paulina junto al grupo mexicano El Gran Silencio prestaron los temas para el film estadounidense |

## Listas
| América        |                          |    |
| España         | Los 40                   | 1  |
| Estados Unidos | Hot Latin Tracks         | 3  |
| Estados Unidos | Hot Latin Pop Songs      | 2  |
| Estados Unidos | Hot Latin Tropical Songs | 6  |
| Italia         | Top 100 Singles          | 18 |

## Reconocimientos
| Publicación | País           | Elogio                 | Año       |
| ----------- | -------------- | ---------------------- | --------- |
| ¡Hola!      | Hispanoamérica | Mejor Canción del 2001 | 2001-2002 |